# Pternistis natalensis
Il francolino del Natal (Pternistis natalensis (A. Smith, 1833)) è un uccello galliforme della famiglia dei Fasianidi diffuso nella fascia di territorio che va dallo Zambia meridionale e dallo Zimbabwe al Mozambico occidentale e al Sudafrica nord-orientale.

## Descrizione

### Dimensioni
Misura circa 38 cm di lunghezza, per un peso di 370-482 g.

### Aspetto
Questo francolino ha il becco arancione con la base gialla, l'iride marrone e le zampe rosse. I sessi sono identici, tuttavia, se visti uno accanto all'altro, la femmina sembra essere più piccola ed è possibile notare che è priva di sperone. Negli adulti, le piume della testa sono di colore grigio-marrone scuro con piccoli bordi bianchi. Una macchia nerastra orna la zona intorno all'occhio. Tutte le parti inferiori sono bianche con motivi neri a forma di scaglie. Queste piccole barre ravvicinate sono più fitte sui fianchi, nonché sulla gola, sul collo e sul petto. Le parti superiori sono di colore grigio-marrone opaco con evidenti striature ben distanziate e qualche vaga vermicolatura più chiara.
I giovani hanno il piumaggio più opaco di quello dei genitori, con una leggera sfumatura camoscio sulle parti inferiori. Il becco è verdastro e le zampe color carne.

### Voce
Il richiamo di avvertimento è una serie di 4 note: ker-kik-kik-kik, con un particolare accento sulle ultime tre. È possibile udire anche un kwali-kwali-kwali piuttosto squillante. Talvolta, il francolino del Natal emette anche un krr-ik-krr stridulo del quale ignoriamo l'utilizzo. In caso di allarme, lancia un kik semplice e breve.

## Biologia
Questo francolino è molto prudente e non si allontana mai troppo dal riparo dei cespugli. Viene osservato invariabilmente in coppia o in piccoli gruppi di una decina di individui che includono anche francolini beccorosso e francolini di Swainson. Trascorre gran parte del tempo su scarpate rocciose o su pendii ripidi, nascosto sotto i cespugli o sotto gli alberi. Va in cerca di cibo ed effettua i bagni di polvere sempre in prossimità del coperto. Stabilisce il suo dormitorio per la notte sugli alberi. Il francolino del Natal è riluttante ad alzarsi in volo. Nelle rare occasioni in cui vola, si sposta con battiti d'ala lenti. Il più delle volte, se si sente disturbato, preferisce camminare con calma verso un rifugio. Di giorno è piuttosto silenzioso: emette i suoi richiami all'alba e la sera tardi.

### Alimentazione
La dieta di questa specie non si discosta presenta affatto da quella dei suoi simili: è un onnivoro che si nutre principalmente di semi e insetti.

### Riproduzione
I francolini del Natal sono monogami. Possono nidificare in quasi ogni mese dell'anno, ma in Zambia e Zimbabwe la maggior parte delle nidiate si sviluppa durante il periodo che va da marzo a maggio. In Sudafrica le uova vengono deposte principalmente in gennaio-febbraio e da aprile a luglio. Il nido è una piccola depressione grattata sul terreno e rivestita con fili d'erba, nascosta sotto un cespuglio. La femmina di solito vi depone 4 o 5 uova che variano dal color crema al camoscio chiaro. A volte la piccola depressione può contenere una decina di uova, ma in questi casi si tratta indubbiamente degli sforzi congiunti di due femmine. Non abbiamo informazioni sull'incubazione o sulla durata della permanenza dei giovani nel nido.

## Distribuzione e habitat
Il francolino del Natal è endemico dell'Africa australe. Il suo areale si estende dal sud dello Zambia al Sudafrica, passando per lo Zimbabwe, il Botswana orientale e il Mozambico occidentale. In Sudafrica, il suo areale corre lungo la costa del Natal e prosegue fino all'estremità orientale e alla parte settentrionale della provincia del Capo. La specie è monotipica e non presenta varianti geografiche.
Il francolino del Natal vive nelle regioni aride, dove frequenta i boschetti, la macchia fitta e le colline boscose. Ciononostante, si trova spesso vicino all'acqua. Apprezza particolarmente i boschetti che costeggiano i fiumi o i piccoli corsi d'acqua. Ama i pendii rocciosi ricoperti di boscaglia. In alcuni luoghi lo troviamo ai margini dei terreni coltivati. Il suo habitat varia considerevolmente in altitudine: dal livello del mare nel Natal fino a 1800 m nello Zimbabwe.

## Conservazione
La popolazione è piuttosto stabile. Non abbiamo segnalazioni riguardanti una notevole diminuzione del numero di esemplari nel corso degli ultimi anni. Madge ritiene tuttavia che i cambiamenti apportati all'habitat in Sudafrica, in particolare l'avanzata delle zone agricole nelle regioni ricoperte da boscaglia, possano provocato un leggero declino. Secondo Warwick Tarboton, il numero di individui sta aumentando lentamente nel Transvaal. La specie è classificata a «rischio minimo» (Least Concern).